# Инербаев, Корабай
Кораба́й Инерба́ев, другой вариант имени — Карабай (каз. Қорабай Інербаев; 1891 год, село Ащиколь — 1948 год) — заведующий конефермой колхоза «Жана-Аул» Акмолинского района Акмолинской области, Казахская ССР. Герой Социалистического Труда (1948).

## Биография
До 1929 года батрачил. Занимался пушным промыслом. С 1929 года работал табунщиком в колхозе «Жана-аул» Акмолинского района. В 1940 году был назначен заведующим конефермой.
В 1948 году удостоен звания Героя Социалистического Труда «за получение высокой продуктивности животноводства в 1947 году при выполнении колхозом обязательных поставок сельскохозяйственных продуктов и плана развития животноводства».
Скончался в 1948 году.
Награды
- Герой Социалистического Труда — указом Президиума Верховного Совета СССР 23 июля 1948 года
- Орден Ленина